# Mullet Bay Beach
Mullet Bay Beach is een strand in Lowlands op Sint Maarten. Het strand bevindt zich ten noorden van het vliegveld, en heeft spierwit zand met hoge kliffen. Mullet Bay Beach is populair bij surfers vanwege de hoge golven.

## Overzicht
Mullet Bay Beach kenmerkt zich door zijn witte zand en turquoise water waardoor het een cliché Caribisch strand lijkt. Langs de kust zijn kliffen die tot 10 meter hoog zijn. Het strand is relatief rustig, maar de oceaan kan wild zijn en grote golven produceren. Het is daarom geschikt voor surfen en watersport. Mullet Bay Beach is vrij toegankelijk, maar er zijn weinig voorzieningen. De enige golfbaan met 18 holes op het eiland bevindt zich rond het meer bij het strand.
Het gebied rond Mullet Bay heeft last van orkanen. Mullet Bay Resort and Casino was een van de meest luxueuze toeristenoorden van Sint Maarten, maar werd in 1995 zwaar beschadigd door orkaan Luis en later gesloopt.

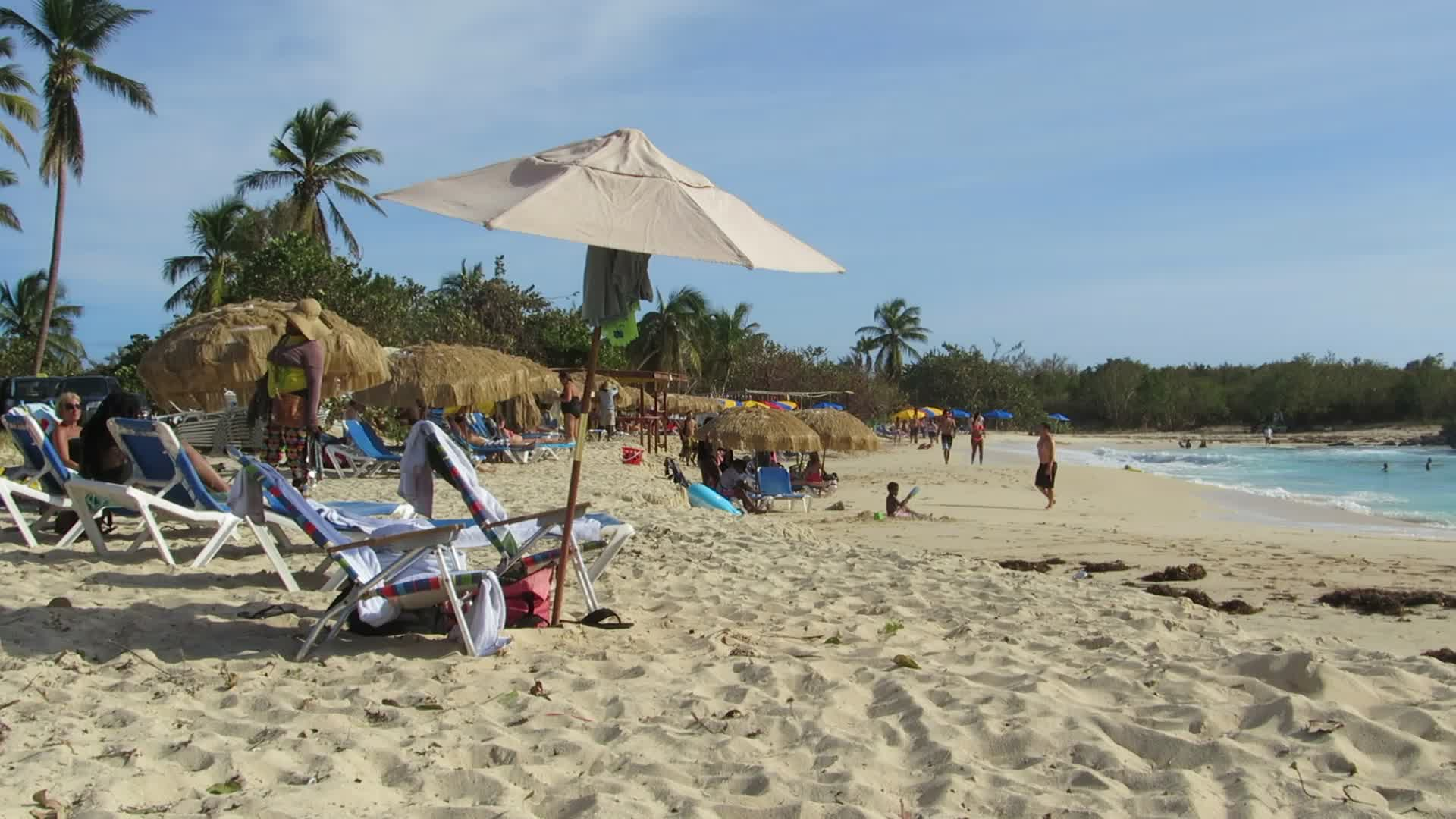
Mullet Bay, Sint Maarten, 2014
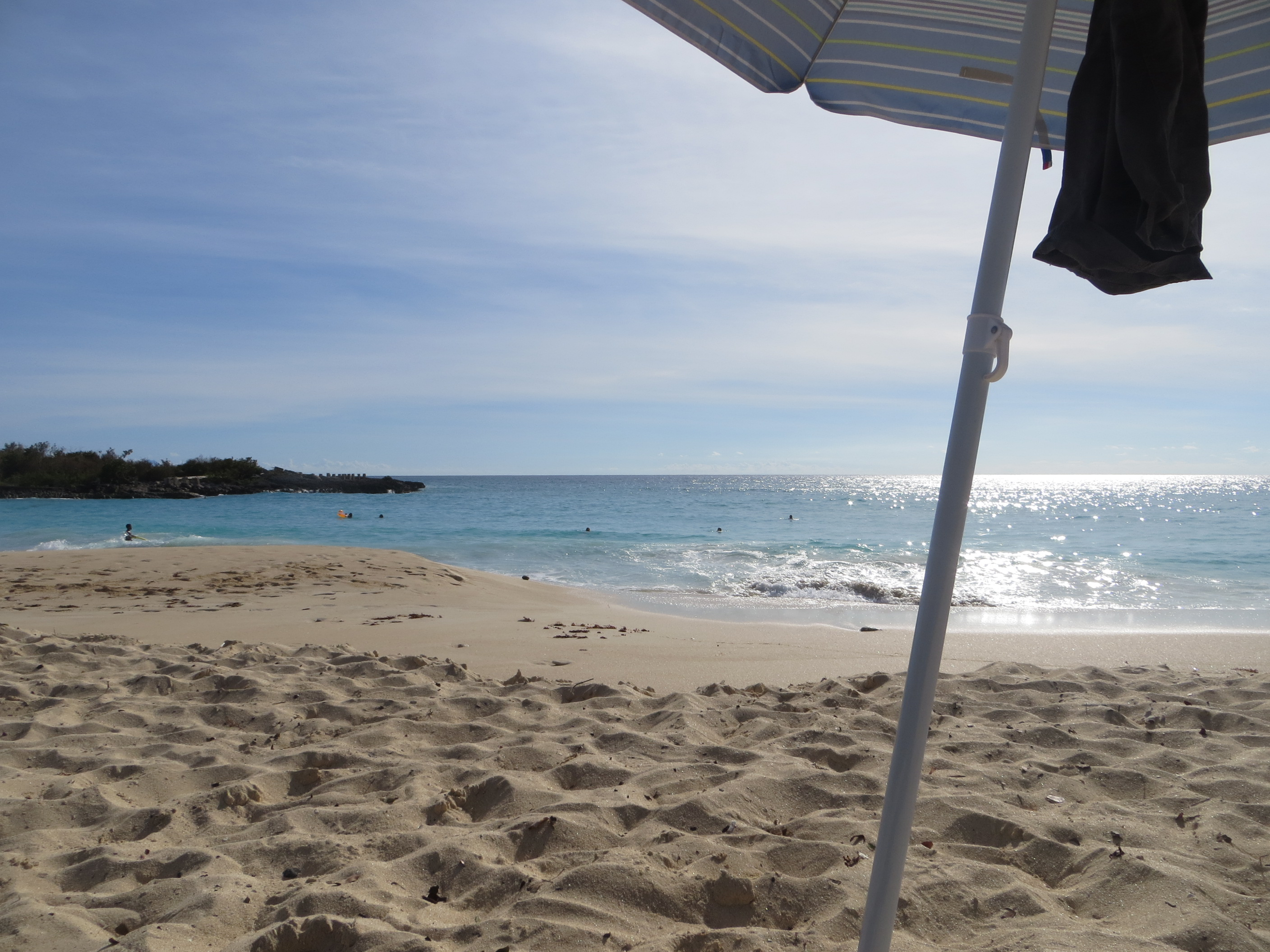
Mullet Bay, Sint Maarten, oktober 2014
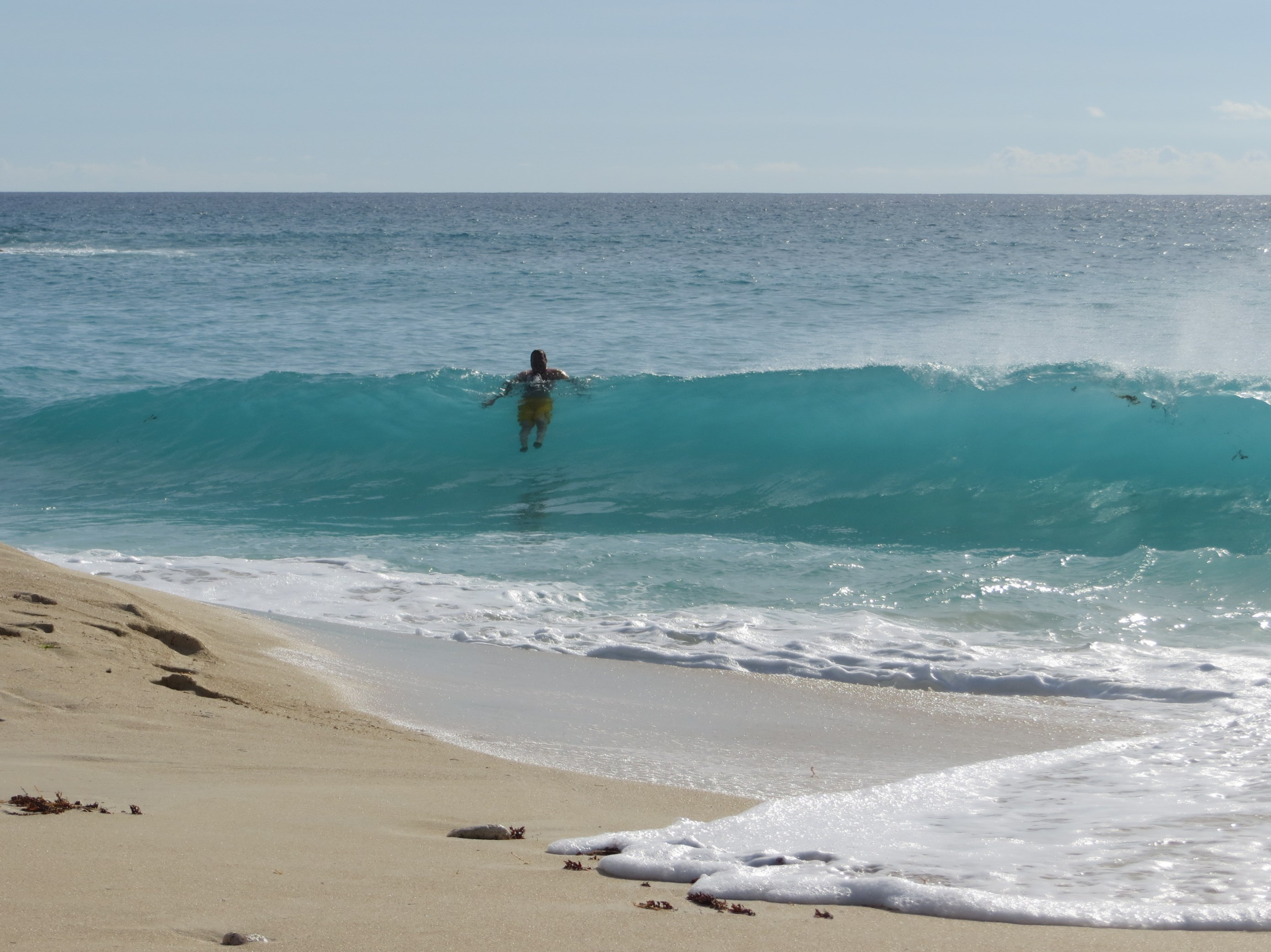
Golven van Mullet Bay
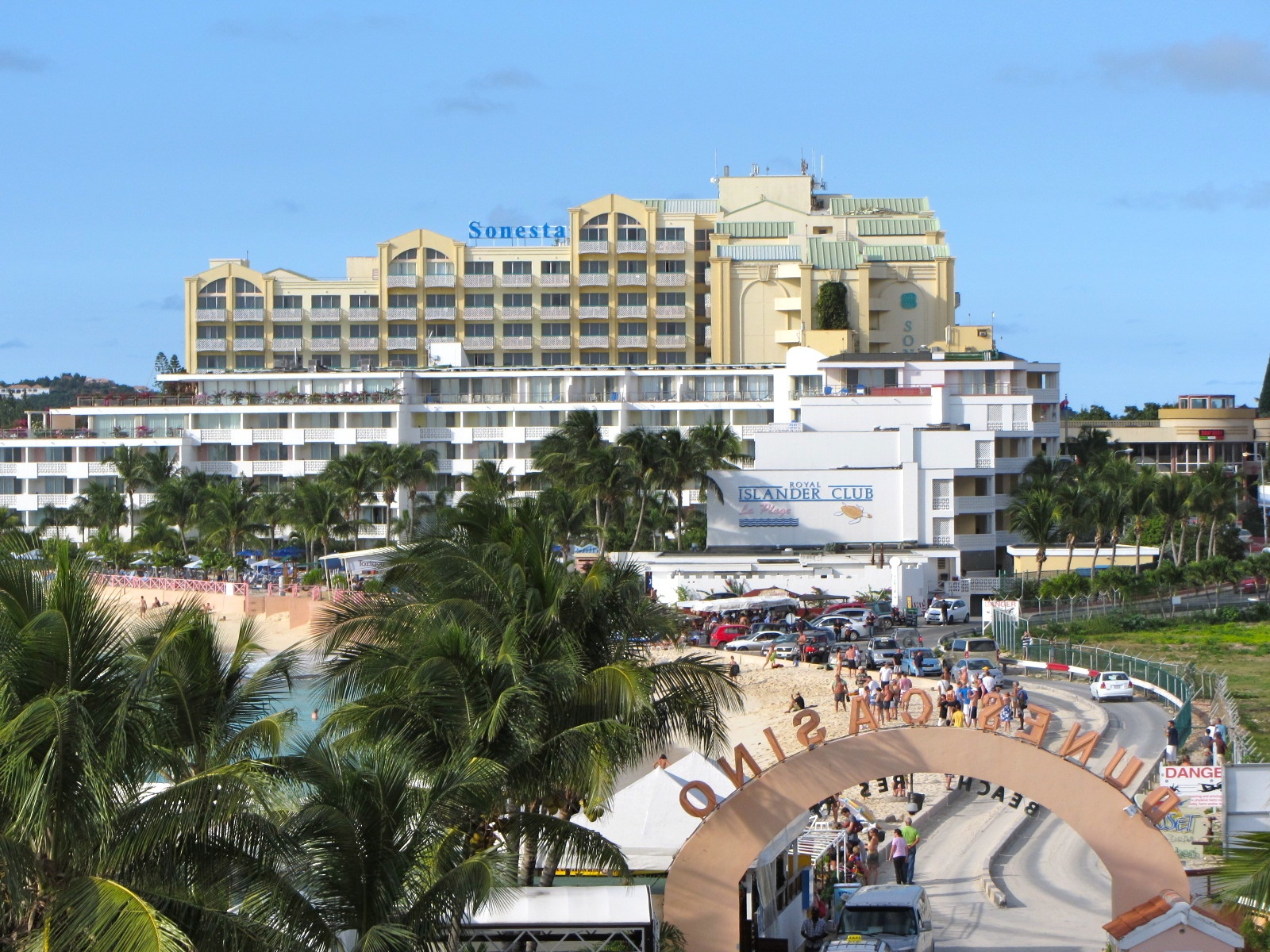
Strand met verstedelijkte omgeving